# Richard Haydn
George Richard Haydn (Londres, 10 de março de 1905 – Pacific Palisades, 25 de abril de 1985) foi um ator cómico e eventual realizador inglês, que trabalhou em rádio, cinema e televisão.

## Biografia
No seu início de carreira em Londres, Richard Haydn ficou conhecido por interpretar personagens excêntricos, como "Edwin Carp", "Claud", "Rancyd Richard" e "Stanley".
Na adaptação animada da Disney de 1951 do filme Alice no País das Maravilhas, Haydn foi a voz do personagem "Caterpillar".

## Filmografia
- Tia (1941)
- Bola de Fogo (1941), como Professor Oddley
- Pássaros Trovão (1942)
- Forever and a Day (1943)
- No Time for Love (1943), como Roger (um pianista e compositor, sem qualquer de suas características habituais)
- Every Night (1945)
- And Then There Were None (1945), como Thomas Rogers, o mordomo
- Aventura (1945)
- The Green Years (1946), como Jason Reid, o professor
- Cluny Brown (1946)
- O início ou o fim (1947)
- O Apley George Late (1947)
- Singapura (1947)
- The Foxes of Harrow (1947)
- Forever Amber (1947)
- Ama-Seca por Acaso (1948), como Clarence Appleton, o vizinho intrometido
- A Valsa do Imperador (1948)
- Milhões Miss Tatlock (1948). Ele também dirigiu.
- Mr. Music (1950). Também diretor.
- Alice no País das Maravilhas (1951), como a lagarta
- A Viúva Alegre (1952), como Barão Popoff
- Never Let Me Go (1953)
- Money from Home (1953), como Bertie Searles, o jóquei Inglês
- Sua Doze Homens (1954)
- Darling de Júpiter (1955)
- Crepúsculo dos Deuses (1958)
- Please Don't Eat the Daisies (1960)
- O Mundo Perdido (1960)
- Cinco Semanas em Balão (1962)
- Mutiny on the Bounty (1962)
- The Sound Of Music (1965), como Detweiler Maximiliano
- Clarence, o Cross-Eyed Lion (1965)
- The Adventures of Bullwhip Griffin (1967)
- Young Frankenstein (1974), como advogado Herr Falkstein
- A Quadrilha Hugga (1985)